# Giuseppe Conca
Giuseppe Conca (Milano, 10 marzo 1904 – Lomas de Zamora, 3 ottobre 1972) è stato un sollevatore italiano.

## Biografia
Nato nel 1904 a Milano, gareggiava nella classe di peso dei pesi piuma (60 kg).
A 20 anni partecipò ai Giochi olimpici di Parigi 1924, nei pesi piuma, chiudendo 18º con 275 kg totali alzati, dei quali 50 nello slancio ad una mano, 75 nella distensione lenta, 65 nello strappo e 85 nello slancio, non ottenendo alzate valide nello strappo ad una mano.
4 anni dopo prese di nuovo parte alle Olimpiadi, quelle di Amsterdam 1928, ancora nei pesi piuma, terminando 4º, ai piedi del podio, con 277.5 kg totali alzati, dei quali 92.5 nella distensione lenta (record mondiale ottenuto anche dalla medaglia di bronzo, il tedesco Hans Wölpert), 80 nello strappo e 105 nello slancio.
Morì a 68 anni, nel 1972, a Buenos Aires in Argentina.